# Рипан Маркіян Юрійович
Маркіян Юрійович Рипан (28 липня 1929, Станіслав — пом.?) — радянський футболіст, що грав на позиції захисника. Відомий за виступами в команді класу «Б» «Спартак» зі Станіслава. Чемпіон УРСР серед команд колективів фізкультури 1955 року, переможець зонального турніру класу «Б» 1957 року, чвертьфіеаліст Кубку СРСР 1957 року.

## Клубна кар'єра
Маркіян Рипан розпочав займатися футболом в івано-франківській аматорській команді «Молнія», пізніше перейшов до іншої аматорської команди «Локомотив». У 1949 році Рипан з низкою інших гравців «Локомотива» перейшов до івано-франківського «Спартака», який на той час виступав у першості УРСР серед команд колективів фізкультури. За кілька років він став одним із основних гравців захисту команди, яка в 1955 році стала переможцем першості УРСР серед колективів фізкультури, а з наступного року грала в класі майстрів групи «Б», на той час другому дивізіоні радянського футболу. У 1957 році Рипан разом із «Спартаком» виграє зональний турнір класу «Б», після чого прикарпатська команда займає друге місце у фінальному турнірі за право виходу до вищої ліги СРСР, а також виходить до 1/4 фіналу Кубка СРСР, де поступається московському «Спартаку». У цьому матчі Маркіян Рипан виходив на заміну. Рипан грав у складі «Спартака» до 1960 року, працював тренером у футбольній школі, його вихованцем є майбутній багаторічний страж воріт івано-франківської команди Тарас Белей, у 1965—1966 роках працював одним із тренерів «Спартака», а пізніше у Івано-Франківському інституті нафти і газу. Дата смерті Маркіяна Рипана невідома.